# A Bola
A Bola – portugalskie czasopismo sportowe, dziennik wydawany w Lizbonie od 1945.
Pismo została założone przez Cândido de Oliveira, byłego piłkarza i trenera. Dziennikiem jest od 1995, na samym początku było wydawane dwa razy w tygodniu. Uchodzi za związane z Benfiką, choć pisują do niej także publicyści kibicujący innym klubom. A Bola jest popularna wśród portugalskich emigrantów oraz w „portugalskiej” Afryce. Od 2006 dziennik jest drukowany także w amerykańskim Newark. Jest członkiem stowarzyszenia European Sports Magazines.